# Stenus latifrons
Stenus latifrons – gatunek chrząszcza z rodziny kusakowatych i podrodziny myśliczków (Steninae).
Gatunek ten został opisany w 1839 roku przez Wilhelma Ferdinanda Erichsona.
Chrząszcz o ciele długości od 3,1 do 3,4 mm, prawie bezwłosym, z wierzchu słabiej niż u S. fulvicornis punktowanym, o bardzo dobrze widocznej mikrorzeźbie. Czułki mają brunatne człony od trzeciego do ósmego. Przedplecze jest dłuższe niż szerokie. Słabo wypukłe, jednobarwne pokrywy są węższe od głowy i co najwyżej nieco dłuższe od przedplecza. Obrys odwłoka ma prawie równoległe boki. Odnóża mają czarnobrunatne uda. Stopy mają silnie, sercowato wcięty czwarty człon.
Owad palearktyczny, na południowy wschód sięgający północnej Hiszpanii, na południu środkowych Włoch, na wschodzie zachodniej Syberii i rejonu Morza Kaspijskiego a na północy południowej Skandynawii i Finlandii. Zasiedla torfowiska i pobrzeża wód, preferując stanowiska porośnięte trzcinami i turzycami.